# Pic de Cuneille
Pic de Cuneille – szczyt górski położony we francuskiej części Pirenejów, w departamencie Pireneje Wysokie, na terenie gminy Tramezaïgues.